# Truchtersheim
Truchtersheim ist eine französische Gemeinde im Département Bas-Rhin in der Region Grand Est (bis 2015 Elsass). Am 15. Juli 1974 fusionierte Truchtersheim mit der Gemeinde Behlenheim. Am 1. Januar 2015 wechselte die Gemeinde vom Arrondissement Strasbourg-Campagne zum Arrondissement Saverne.
Am 1. Januar 2016 wurde die ehemalige Gemeinde Pfettisheim eingemeindet.

## Geographie
Die Gemeinde liegt im Kochersberg, nordwestlich der Straßburger Agglomeration, und wird im Westen durch den Bach Ruisseau d’Avenheim begrenzt. Die Nachbargemeinden sind Berstett im Norden, Lampertheim (Bas-Rhin) im Osten, Pfulgriesheim im Südosten, Stutzheim-Offenheim im Süden, Wiwersheim im Südwesten und Schnersheim im Westen.

## Geschichte
Der Name Truchtersheim ist keltischen Ursprungs und bedeutet kleiner Wohnsitz. Der Name wurde später durch Heim erweitert. Truchtersheim wurde erstmals im Jahr 900 erwähnt. Die Altstadt liegt im Zentrum der Stadt.

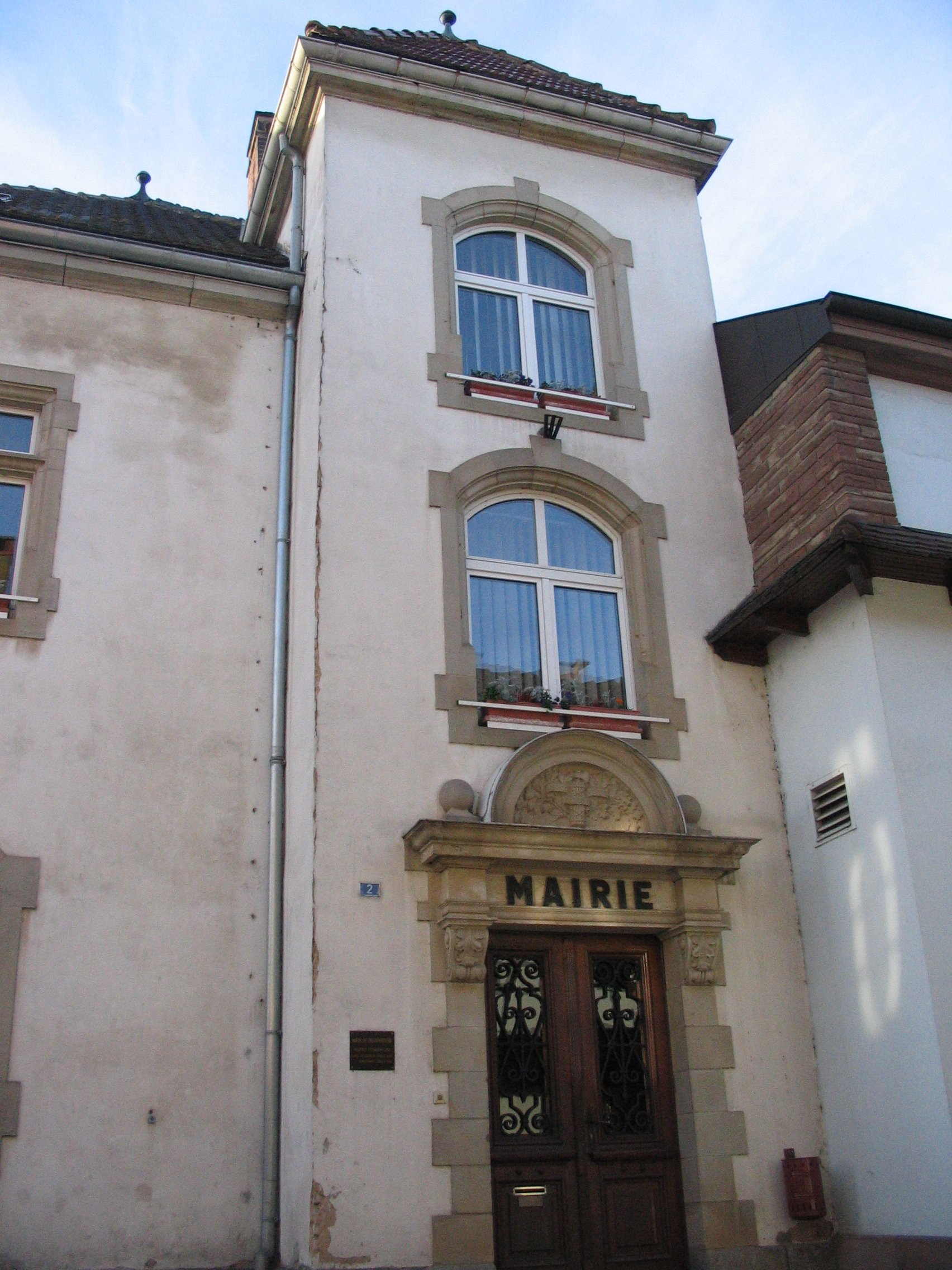
Rathaus von Truchtersheim

## Bevölkerungsverteilung und -fortschreibung
| Ortsteil                           | ehemaliger INSEE-Code | Fläche (km²) | Höhenlage (m) | Einwohnerzahlen (Census) | Einwohnerzahlen (Census) | Einwohnerzahlen (Census) | Einwohnerzahlen (Census) | Einwohnerzahlen (Census) | Einwohnerzahlen (Census) | Einwohnerzahlen (Census) | Einwohnerzahlen (Census) | Einwohnerzahlen (Census) | Einwohnerzahlen (Census) | Einwohnerzahlen (Census) |
| Ortsteil                           | ehemaliger INSEE-Code | Fläche (km²) | Höhenlage (m) | 1962                     | 1968                     | 1975                     | 1982                     | 1990                     | 1999                     | 2006 1                   | 2008 2                   | 2011 3                   | 2013 2                   | 2016 3                   |
| ---------------------------------- | --------------------- | ------------ | ------------- | ------------------------ | ------------------------ | ------------------------ | ------------------------ | ------------------------ | ------------------------ | ------------------------ | ------------------------ | ------------------------ | ------------------------ | ------------------------ |
| Truchtersheim (Verwaltungssitz)000 | 67495                 | 9,92         | 147–199       | 709                      | 745                      | 1439                     | 1745                     | 2024                     | 2373                     | 2748                     | 2863                     | 2985                     | 3049                     | 3231                     |
| Pfettisheim                        | 67374                 | 4,84         | 148–185       | 334                      | 325                      | 441                      | 668                      | 789                      | 753                      | 787                      | 798                      | 781                      | 804                      | 791                      |
| Truchtersheim                      | 67495                 | 14,76        | 147–199       | 1043                     | 1070                     | 1880                     | 2413                     | 2813                     | 3126                     | 3535                     | 3661                     | 3766                     | 3853                     | 4022                     |

RP: Recensement de la population (Volkszählung, Census)

Die (Gesamt-)Einwohnerzahlen der Gemeinde Truchtersheim wurden durch Addition der einzelnen Ortsteile, d. h. der ehemaligen selbständigen Gemeinden ermittelt.

## Gemeindepartnerschaft
Truchtersheim pflegt freundschaftliche Beziehungen zu Welschensteinach im Ortenaukreis.

## Persönlichkeiten
- Nathan Guerbeur (* 1996), Duathlet und Triathlet